# Ізабела Драгнєва
Ізабела Драгнєва (1 жовтня 1971) — болгарська важкоатлетка.
Учасниця Олімпійських Ігор 2000, 2004 років.
Чемпіонка світу 1991 року в категорії до 48 кг, срібна призерка 1992 (до 48 кг), 1994 (до 50 кг), 1997 (до 50 кг), 1998 (до 53 кг) років, бронзова призерка 1995 (до 50 кг), 2002 (до 48 кг) років.
Чемпіонка Європи 1991 (до 48 кг), 1994 (до 50 кг), 1996 (до 50 кг), 1998 (до 53 кг), 1999 (до 53 кг), 2000 (до 53 кг), 2004 (до 48 кг) років, срібна призерка 1997 (до 50 кг), 2003 (до 53 кг) років.